# 루주즈

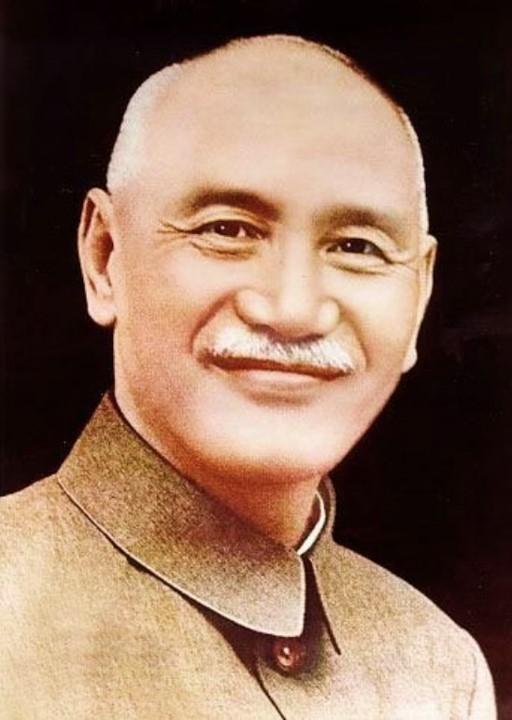
장인 장제스 前 자유중화민국 총통

루주즈(陆久之, 1902년 1월 29일 ~ 2008년 2월 12일)는 중화민국 총통을 지낸 장제스(蔣介石)의 둘째 사위이며 만년에는 중공 본토에서 정치가와 회고록 작가 활약을 하였다.

## 생애

### 어린 시절

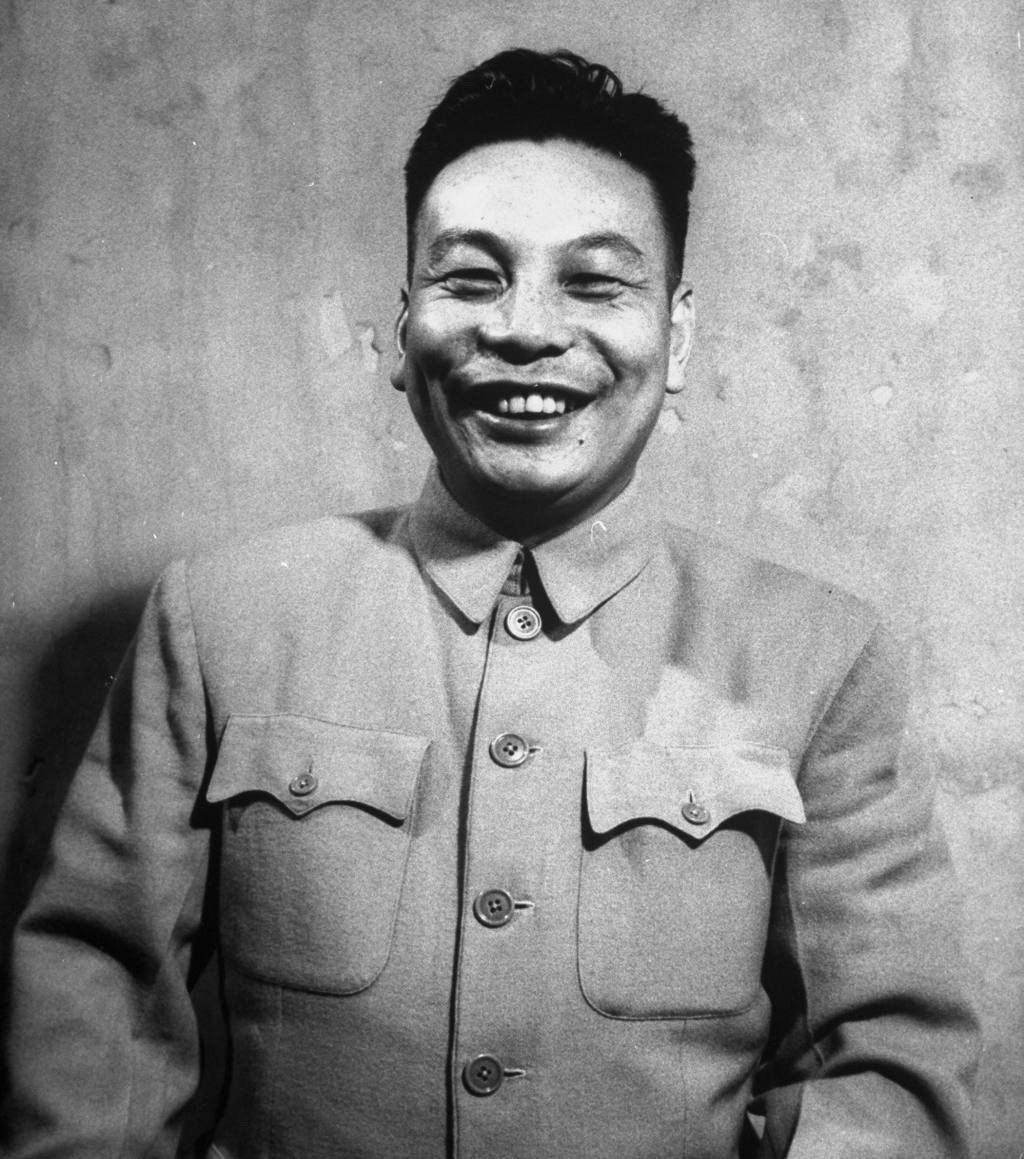
이복 손윗처남 장징궈 前 자유중화민국 총통

청나라 후난성 창사에서 출생하여 지난날 한때 청나라 푸젠 성 푸저우에서 잠시 유아기를 보낸 적이 있는 그는 1905년 일가족과 함께 청나라 장쑤성 상하이에 이주하여 이후 줄곧 그곳에서 성장하였다.

### 청년 시절과 그 이후
1929년 일본 와세다 대학교 정치경제학과를 나온 그는 일본공산당 당무위원 겸 국제연대위원 직을 1929년에서부터 1946년까지 지냈으며 일본공산당 탈당하고 나서 그 이후 1946년 중화민국 장쑤 성 상하이에서 장제스 중화민국 국민정부 총통의 서녀(庶女)인 19년 연하녀 장야오광(蔣瑤光)과 결혼하여 그 후 그녀와의 사이에서 슬하 2남 1녀를 두었다. 그리고 한편 1949년 9월 9일을 전후하여 중국 본토(中國 本土)가 공산화되자 잠시 중화민국 타이완 성 타이베이에 이주하였지만 다시 부인 장야오광(蔣瑤光)과 자녀들을 비롯한 직계 일족들을 동반하여 홍콩(香港)을 거쳐 마카오(澳門)에 귀환하였고 이후 미국 캘리포니아 주 로스 앤젤레스에 건너갔다가 일족들과 함께 1994년 중화인민공화국 본토 상하이에 재귀환하여 1994년에서부터 1995년까지 중화인민공화국 외교부 특임고문 직위를 1년간 잠시 지냄에 이어 1995년에서부터 이듬해 1996년까지 중국공산당 특임촉탁위원을 역임하였다.

## 사망
2008년 2월 12일, 중화인민공화국 상하이에서 부인 장야오광과 장남 내외가 임종을 지켜보는 가운데 향년 106세로 별세하였다.